# Pálfi Géza
Pálfi Géza (Máréfalva, 1941. április 14. – Marosvásárhely, 1984. március 12.) római katolikus pap, a Ceauşescu-diktatúra egyik áldozata.

## Munkássága
1964-ben Márton Áron püspök szentelte pappá. Csíkszentdomokoson, majd Marosvásárhelyen szolgált, mint plébános. Ezt követően Gyulafehérváron teológiai tanárrá nevezték ki, de az állami felügyelet hamarosan eltávolíttatta. 1979-ben Gyergyóalfaluban plébános, 1981-ben Székelyudvarhelyre került. „Olyan legenda is keringett, hogy ő volt Márton Áron püspök kiszemelt utóda. Beszédeibe, tanításába mindig belevette az egyetemes magyar történelmet és irodalmat.”

## Halála
1983. karácsony napján szentbeszédében feltette a kérdést: Eljön-e egyszer az az idő, amikor nem munkával kell ünnepelnünk Krisztus születésnapját?
Emiatt a Securitate többször beidézte és megverték. A marosvásárhelyi kórházba szállították, ahol – a hivatalos verzió szerint – májrákban meghalt. Temetésén, amely 1984. március 15-én volt Székelyudvarhelyen, a nagy tömegben tüntetőleg 206 pap is megjelent.
A halálhírt sem Romániában, sem Magyarországon nem közölték. Ezzel szemben jelentést adott ki róla a francia Agence France-Presse hírügynökség, cikk jelent meg a Le Matin, a Le Monde, a La Croix és a Réforme c. lapokban.
Az Európa Tanács 1988. október 3–5. között tartott 40. rendes ülésszakán (második rész) David Atkinson jelentéstevő angol és francia nyelvű jelentésében név szerint megemlítette Pálfi Géza lelkészt: „1984-ben, Pálfi Géza lelkészt, magyar római katolikus papot, letartóztatták, megverték, és ő ezt követően májelégtelenségben meghalt. Egy szentbeszédében nyíltan tiltakozott az ellen, hogy az 1983-as év karácsony napja munkanap volt.” A Közgyűlés végül az október 5–6-i viták után elfogadta az 1086/1988-as ajánlást, amelynek 3. és 8. pontja felrója Romániának a nemzeti kisebbségek és egyes egyházi felekezetek tagjainak üldözését.

## Írásai
- 1975: A Napba öltözött asszony, in: Szolgálat 27:55-57
- 1978: Szakdolgozat Márton Áron püspökről ()
- Emlékképek, gondolatok. Főhajtás Pálfi Géza előtt. A  Pálfi Géza születésének 70. évfordulója alkalmából megjelent trilógia első kötete; szerk. Varga Gabriella, Vencser László; Kairosz, Bp., 2011
- Exhortációk diákoknak. A Pálfi Géza születésének 70. évfordulója alkalmából megjelent trilógia második kötete; szerk. Varga Gabriella, Vencser László; Kairosz, Bp., 2011
- Alkalmi szentbeszédek. A Pálfi Géza születésének 70. évfordulója alkalmából megjelent trilógia harmadik kötete; szerk. Varga Gabriella, Vencser László; Kairosz, Bp., 2011